# Zep
Philippe Chappuis, (psevdonim Zep), švicarski stripar, * 15. december 1967. 
Ustvarjalec stripa Titeuf. Ustvarjal je v Franciji. Ustvaril je tudi strip Victor.
1. ↑  Person Profile // Internet Movie Database — 1990.
2. 1 2  Lambiek Comiclopedia — Lambiek, 1999.